# Batu Dewa
Batu Dewa is een bestuurslaag in het regentschap Rejang Lebong van de provincie Bengkulu, Indonesië. Batu Dewa telt 831 inwoners (volkstelling 2010).